# Denkikan
O Denkikan (電気館) foi a primeira sala de cinema do Japão. Foi construída originalmente num edifício que localizava-se no distrito de teatros de Asakusa para apresentar espetáculos com eletricidade (denki em japonês), e transformada numa sala de cinema em outubro de 1903 pelo estúdio cinematográfico Yoshizawa Shōten, considerada a empresa cinematográfica japonesa de maior sucesso na época. Ao apresentar benshi como Saburo Somei, a sala tornou-se rapidamente o símbolo do novo fenómeno cinematográfico e muitos cinemas foram criados posteriormente em todo o Japão com o nome emprestado "Denkikan". A sala foi comprada posteriormente pelas empresas Nikkatsu e Shochiku e encerrou as suas operações em 1976. Um modelo histórico e preciso da sala de cinema foi exposto  no Museu de Edo-Tóquio, em Tóquio. Também é citada no filme Yume miru yō ni nemuritai, do realizador Kaizo Hayashi.